# Langelot fait le singe
Langelot fait le singe est le vingt-et-unième roman de la série Langelot, écrite par le Lieutenant X. Il est paru pour la première fois en 1974, dans la Bibliothèque verte.

## Principaux personnages
- Les « gentils »
  - Langelot (alias Jean Dassas) : orphelin, agent du Service national d'information fonctionnelle, blond, 1,68 m, mince, « traits menus mais durs ».
  - Dr Symphorien Boulle
  - Lola Rodriguez

- Les « méchants »
  - M. Plunkett
  - M. Brutus
  - Sidney « la Gélatine », du SPHINX

## Résumé

### Mise en place des éléments de l'intrigue
Alors que Langelot revient des États-Unis où il a été confronté à des malfaiteurs (cf. Langelot et les Exterminateurs), une semaine de congés lui a été accordée par sa hiérarchie du SNIF. Langelot ne sait pas comment occuper cette semaine, d'autant plus que son amie Choupette est victime d'une sévère grippe. En lisant le journal lors de son petit déjeuner, il remarque une annonce ainsi rédigée : 
« Aimez-vous les babouins ? Comment n'aimerait-on pas ces adorables animaux, si intelligents, si humains ? Si vous aimez les babouins, et si vous avez la possibilité de voyager, présentez-vous aujourd'hui en personne à Mlle Lola Rodriguez, Hôtel Lutétia, suite 193, métro Sèvres-Babylone. Des emplois de médecin vétérinaire, d'infirmier-balayeur, de meneur de jeux et de moniteur de judo, sont vacants. De strictes références seront exigées. Conditions intéressantes. Soyez nombreux à collaborer au Projet Bon Sauvage ! »
Pour se changer les idées et s'amuser un peu, Langelot décide d'aller à l'entretien d'embauche, à l'issue duquel, après avoir appris les tenants et aboutissants de l'opération supervisée par le zoologiste idéaliste Symphorien Boulle, il est engagé en qualité de moniteur de judo.
Réalisant ce que son initiative avait d'intempestif, il en rend compte au capitaine Montferrand, qui se montre intéressé et lui demande de jouer le jeu jusqu'au bout et de surveiller le docteur Boulle : qui sait ce que recèlent ses projets ? La mission « Innocence » est lancée.
Avec deux autres personnes recrutées comme lui, Langelot, sous le pseudonyme de Jean Dassas, s'envole pour la république de Djibouti : le Dr Boulle, sur la petite île Bab-el-Salem (Porte de la paix) de la mer Rouge, dirige une sorte de centre d'entraînement pour babouins. Le but est d'apprendre à ces singes de canaliser leurs émotions et d'améliorer leurs mœurs.

### Sur l'île de Bab-el-Salem
La petite équipe se met au travail. Langelot, pour sa part, est chargé d'apprendre les techniques rudimentaires du judo à certains singes.
Quelques jours après l'arrivée, on annonce la venue au camp de deux personnes. Il s'agit de Mr Plunkett et de Mr Brutus. Rapidement, ceux-ci se comportent rapidement comme les chefs du projet. Se prévalant du soutien de la fondation Ney & Sid qui a financé la construction des installations, profitant de la panne de la radio et de l'avarie du navire reliant l'île au continent, usant de contrainte physique et morale, ils évincent très facilement le Dr Boulle de la direction des opérations.
Langelot constate très vite que les deux compères n'envisagent pas du tout l'amélioration du comportement des singes, mais qu'au contraire ils excitent leur instinct d'agressivité et de violence. Langelot se demande ce que signifie ce brutal revirement dans la façon de traiter les singes.
Peu après, l'arrivée imminente d'une personne importante est annoncée. Tandis que tout le monde se réunit sur l'embarcadère pour l'accueillir, Langelot en profite pour perquisitionner dans la chambre-bureau de Plunkett. Trouvant un émetteur-récepteur radiophonique il appelle l'antenne du SNIF à Djibouti. C'est alors qu'il aperçoit à travers la fenêtre de la chambre l'identité du mystérieux visiteur : il s'agit de Sidney la Gélatine, milliardaire mafieux, l'un des dirigeants du SPHINX, rencontré quelques jours auparavant aux États-Unis ! Langelot n'en mène pas large. Comprenant que sa sécurité personnelle est gravement compromise, il demande d'urgence de l'aide au SNIF. Coupant la radio, il se cache sur la petite île.
Il remarque alors la peau d'un babouin mort récemment ; le singe, après sa mort, avait été écorché. Langelot s'empare de la peau et s'en revêt puis va se cacher plus loin sur l'île. Pendant plusieurs heures, Langelot « fait le singe » (d'où le titre du roman), se déplaçant de manière simiesque, tandis que Sidney-la-Gélatine, qui a compris que l'équipe comportait un élément suspect à ses yeux, ordonne des recherches actives à travers l'île. Voyant les équipes se rapprocher de lui, Langelot prend la fuite, se réfugiant le long d'une paroi rocheuse, où il est rejoint par Lola - l'assistante du docteur - qui lui indique l'emplacement d'une grotte. Langelot lance un nouvel appel au secours grâce à la radio de Plunkett, qu'il a emportée. Néanmoins les recherches des bandits continuent et la grotte va être bientôt trouvée par les malfaiteurs. Jouant son va-tout, Langelot tente de s'échapper, mais se fait tirer dessus. Légèrement blessé, il tombe à la mer, où il fait la planche. Grâce à l'obscurité qui est venue, son corps n'est pas trouvé par les malfaiteurs. Langelot, après plusieurs heures passées dans la mer rouge, est récupéré par une équipe de sauvetage du SNIF. Il est alors rapatrié en France.

### Retour en France et révélations finales
Poursuivant son enquête, et avec l'aide précieuse de son collègue et ami Gaspard, Langelot découvre que les bandits avaient eu le projet de dresser les singes de manière que, réagissant à un certain stimulus devenu réflexe conditionné, ils courent soudainement à grande vitesse et montent dans des hauts arbres sans s'arrêter. En l'occurrence, il s'agissait pour les singes de grimper jusqu'au sommet de la Tour Eiffel et, portant des charges explosives attachées à leur corps, faire exploser les charges (programmées pour exploser à une certaine hauteur) au sommet afin de faire cesser toutes émissions de radio et de télévision de l’antenne située au sommet de la tour. 
Langelot sauve la vie des singes et procède à l'arrestation des bandits, Plunkett et Brutus.

## Les différentes éditions
- 1974 - Hachette, Bibliothèque verte (français, version originale). Illustré par Maurice Paulin.

## Remarques autour du roman
- L'île fictive de Bab-el-Salem citée par l'auteur évoque fortement l'Île Moucha située, comme l'île fictive, à une heure de trajet de boutre de Djibouti.